# حسن گلخنبان
حسن گلخنبان (زاده ۱۳۴۶) تصویربردار سابق شبکه خبر صدا و سیمای جمهوری اسلامی ایران است که در سفر شهریورماه ۱۳۹۱ محمود احمدی‌نژاد رئیس‌جمهوری ایران به نیویورک، در هیئت همراه وی بود و به ایالات متحده آمریکا پناهنده شد.